# Turó de Sant Antoni
El Turó de Sant Antoni és una muntanya de 1.072 metres que es troba al municipi de Ripoll, a la comarca catalana del Ripollès.